# Peges

Mapa de l'Istmr de Corint on s'aprecia la ubicació de Peges

Peges o Pages  (en llatí Pegae o Pagae, en grec antic Πηγαί o Παγαί) fou una ciutat de Megaris al golf de Corint. Fou el port de Mègara a la costa occidental i la ciutat principal del territori de Megaris després de la capital. Correspon a la moderna Psathó i es conserven les restes d'una antiga fortalesa.
És citada per Tucídides que esmenta que, igual que Nisea, va ser ocupada pels atenesos cap a l'any 461 aC. Quan Mègara es va aliar a Atenes el 455 aC els atenencs van establir una guarnició al port i van utilitzar aquesta base per una expedició al nord del Peloponès. El 454 aC Mègara es va revoltar, però els atenencs van conservar el port, però quan es va signar la treva de 30 anys, el mateix 454 aC, la van entregar. El 424 aC la ciutat estava en mans dels aristòcrates exiliats de Mègara.
Sota domini romà fou ciutat important i fins i tot va emetre les seves pròpies monedes; Estrabó assenyala que era un fort de Mègara i xifra la distància a Nisea, que es trobava en l'altre extrem de l'istme, en 120 estadis. Entre Peges i Lequeu estava l'oracle d'Hera Acrea i un promontori anomenat Olmias. Era una ciutat marítima situada en la part més interior del golf de Crisa, banyada pel mar Alcioni.
Pausànies diu que, segons una tradició de Mègara, era la ciutat on regnava el mític rei Tereu. La situa prop de la frontera amb Beòcia, igual que Aegosthena. Prop de la ciutat es trobava una roca plena de fletxes que havien llançat els medes. A la mateixa ciutat hi havia una estàtua de bronze de Artemisa Soteira similar a una altra que hi havia a Mègara, i un heroon on es creia que estava Egialeu, fill d'Adrast, un dels Epígons. També diu que hi era enterrat Agialos, que va morir a Glisas a la segona expedició dels argius contra Tebes, però havia estat enterrat en aquest lloc.
Es localitza en la població actual d'Alepochori.